# A Megváltó Krisztus szobra (Brazília)
A Megváltó Krisztus szobra (portugálul: Cristo Redentor –  Megváltó Krisztus) Jézust ábrázoló, kitárt karjaival keresztet formáló műalkotás, a brazíliai Rio de Janeiróban.
A világ egyik legismertebb szobra, jelképe az egykori brazil fővárosnak és az egész országnak is. Az emlékmű teljes súlya kb. 1000 tonna, ebből a szobor 700 tonna, a szobor magassága 30 m. A Megváltó Krisztus szobra a 700 méter magas Púpon, azaz a tropikus Tijuca Erdei Nemzeti Parkban emelkedő Corcovado-hegyen áll.
A szobor Brazília leglátogatottabb műemléke: évente 1,8 millió turista keresi fel.

## Története és jellegzetességei
1850-ben egy lazarista pap Pedro Maria Boss javasolta, hogy a Corcovado-hegyre II. Péter brazil császár lányának Izabella hercegnőnek tiszteletére egy keresztény emlékművet állítsanak, de a terv soha nem valósult meg.
Ugyanez az ötlet 1921-ben került ismét a figyelem középpontjába, amikor Brazília függetlenségének 100. évfordulója alkalmából az egyik ismert hetilap pályázatot írt ki egy nemzeti emlékhely megtervezésére. A győztes Heitor da Silva Costa pályaműve lett: egy hatalmas Krisztus-szobor, amely mintha oltalmazón magához akarná ölelni a várost – a mozdulat a szenvedély és a tökéletesség érzetét kelti, egyben kifejezi a felszabadulás és függetlenség örömét. Az elképzelés megvalósítására a Rio de Janeiró-i főegyházmegye Emlékműhét elnevezéssel Brazília-szerte sikeres adománygyűjtést rendezett.
A szobor Párizsban készült. Kivitelezésén építész–mérnök–szobrász csoport dolgozott; nehéz műszaki feladatot kellett megoldani: felvinni az emlékművet a hegycsúcsra és ott olyan statikai megoldást találni, amely a szél és az időjárás viszontagságainak is ellenáll. Ezen problémák elméleti megoldása után 1926-ban kezdett Paul Landowski lengyel-francia szobrászművész a fej és a kezek megformálásához. A törzs és a karok részletes megtervezését Heitor da Silva Costa építészmérnök végezte. Az óriási mű a húszas évek rendkívül felkapott művészeti irányzatának megfelelően, art deco stílusban készült. A hatalmas Jézus-szobor fő szerkezeti elemeit vasbetonból öntötték, külső borításához a jó ellenálló-képességű és a részletek finom kidolgozására is alkalmas zsírkövet használták. A szoborhoz felhasznált követ Svédországból, a Malmö községhez tartozó Limhamnból szerezték be. Az emlékművet elemekre bontva szállították Párizsból Rio de Janeiróba, majd  – egy külön erre a célra épített – kisvasúttal vitték fel a Corcovadóra és a hegyen állították össze. A munkálatok öt évig –1926–1931 – tartottak; a Megváltó Krisztus szobrot 1931. október 12-én ünnepélyes keretek között avatták fel. Az emlékmű elkészítésének költsége 250 000 USD volt, amit főként adományokból gyűjtöttek össze.

## További állomások
1965-ben VI. Pál pápa jelenlétében megismételték az avatási szertartást. Ekkorra tökéletesítették az emlékmű világítórendszerét is. A következő nagy ünnepség 1981. október  12-én volt II. János Pál pápa jelenlétében a szobor 50. születésnapja alkalmából.
1985-ben kötélvasutat építettek a hegycsúcshoz. Végállomása 40 méterre van a Corcovado legmagasabb pontjától, és innen gyalog, 220 lépcsőfokon juthatunk el a szobor lábánál kialakított  kilátóteraszhoz. A hegy alatt elterülő, hatmillió lakosú Rio panorámájában gyönyörködve jobb kéz felől a Copacabana és az Ipanema strand, bal kéz felől a Maracanã Stadion, valamint a  nemzetközi repülőtér látható. Szemben a Cukorsüveg-hegy jellegzetes körvonala rajzolódik ki.
2000-ben és 2001-ben megtisztították és felújították az emlékművet, katódos korrózióvédelemmel látták el, valamint megújították a világító rendszert és kibővítették a vasútállomást.
A szobor 75. születésnapján, 2006 októberében Eusebio Oscar Scheid kardinális, Rio de Janeiro püspöke egy kápolnát szentelt fel a szobor tövében az ország védőszentje Nossa Senhora Aparecida tiszteletére – ez azóta keresztelők és menyegzők kedvelt helyszíne.
A Megváltó Krisztus szobra az ún. „hetek napján”, 2007. július 7-én Lisszabonban megtartott nemzetközi szavazás eredményeként, az egyetlen olyan 20. századi építmény, amely bekerült a világ hét új csodája közé.
2014. január 17-én este villám csapott a szoborba, melynek következtében jobb hüvelykujjának egy része letört.

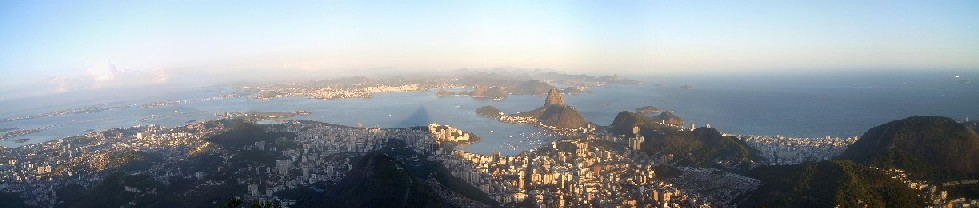
Rio de Janeiro látképe a Megváltó szobra alatti kilátóról

## Másolatok
Portugál nyelvterületen a szobornak több, az eredetihez többé-kevésbé hű, de kisebb másolatát állították fel. Így például áll ilyen szobor:
- Lisszabonban
- Garajauban

## Sérülés
2014 januárjában egy 3 órás esőzés során egy villám belecsapott az óriási szoborba és megrongálta a jobb hüvelykujját

## Lásd még
- A világ hét csodája